# Flavio Delbono
Flavio Delbono (Sabbioneta, 17 settembre 1959) è un politico ed economista italiano, sindaco di Bologna dal 25 giugno 2009 al 17 febbraio 2010.

## Biografia
Nato il 17 settembre 1959 a Sabbioneta, in provincia di Mantova. Suo padre Aldo era un vigile urbano mentre sua madre Luigia lavorava come ricamatrice. Dopo gli studi al liceo scientifico, s'iscrive alla facoltà di Economia e Commercio dell'Università degli Studi di Parma, dove si laurea nel 1982.
Nel 1983 si trasferisce stabilmente a Bologna, dove vivrà da tale momento in poi. Consegue il dottorato in Economia presso l'Università di Siena nel 1987 e nel 1988 diventa dottore di ricerca (Ph.D.) in Economia anche presso il Linacre College dell'Università di Oxford. Durante questa esperienza inglese lavora con Amartya Sen (Premio Nobel per l'economia nel 1998).
Nel 1992, a 33 anni, vince il concorso per la cattedra di Economia Politica all'Università di Bologna. Dal 1987 insegna stabilmente anche presso la sede bolognese della Università Johns Hopkins.

## Attività politica
Tra il 1995 e il 1999 ricopre l'incarico di assessore al Bilancio del Comune di Bologna. Nel 1999 corre come capogruppo della lista I Democratici alle elezioni per il consiglio comunale di Bologna, risultando eletto con oltre 1.000 preferenze.
Nel 2000 il presidente della regione Emilia-Romagna Vasco Errani gli affida l'incarico di Assessore Regionale alle Finanze e Organizzazione. Nel 2003 gli viene affidato anche l'incarico di Vicepresidente della Regione Emilia-Romagna.
Nel 2005, anno di inizio del secondo mandato di Errani come presidente della regione, Delbono viene riconfermato vicepresidente della Regione e Assessore alle Finanze, con in più la delega per l'Europa.
Il 19 giugno 2008 Delbono viene eletto a Bruxelles all'unanimità presidente della Rete delle Regioni di Lisbona (Lisbon Regions Network).

### Candidatura alle primarie PD di Bologna
Il 13 ottobre 2008 Delbono annuncia di volersi candidare alle primarie del Partito Democratico per la scelta del candidato sindaco del centro-sinistra a Bologna. Ben presto Delbono cattura l'approvazione di una parte della città di Bologna e soprattutto quella di politici come Romano Prodi, Renato Zangheri, Pier Luigi Bersani e Vasco Errani e tanti grandi esponenti della politica cittadina e nazionale.
Le elezioni primarie, svoltesi il 13 e 14 dicembre 2008, vedono la vittoria di Delbono col 49,3% dei votanti, contro il 23,3% di Maurizio Cevenini, il 21,4% di Virginio Merola e il 5,1% di Andrea Forlani.
Successivamente rassegna le dimissioni dalla carica di vicepresidente della Regione Emilia-Romagna, di Assessore alle Finanze e all'Europa.
Al suo posto viene nominata vicepresidente Maria Giuseppina Muzzarelli.

### Elezione a sindaco di Bologna
In occasione delle elezioni amministrative del 2009, dopo aver ottenuto il 49,4% dei voti al primo turno, al ballottaggio Delbono sconfigge il candidato del centro-destra Alfredo Cazzola con il 60,67%. Il 25 giugno 2009 è dunque proclamato sindaco.

### Scandalo e dimissioni
Il 25 gennaio 2010 ha annunciato le proprie dimissioni al consiglio comunale, in quanto indagato per reati come peculato, truffa aggravata ed abuso d'ufficio relativamente al periodo nel quale ricopriva la carica di vicepresidente della Regione Emilia-Romagna. Le indagini sono partite a seguito di dichiarazioni rilasciate da Cinzia Cracchi, che, all'epoca dei fatti, era la sua compagna e segretaria. Lo scandalo è stato denominato dai giornalisti "Cinzia-gate".
Le dimissioni sono state formalizzate tre giorni dopo, il 28 gennaio 2010, dopo l'approvazione del Bilancio comunale per il 2010, e sono diventate esecutive il 17 febbraio successivo; il comune è stato quindi commissariato e nel successivo mese di maggio si sono tenute nuove elezioni amministrative, vinte da Virginio Merola, anch'esso in quota centro-sinistra.
Ad un anno esatto di distanza, il 18 febbraio 2011, per uno dei due filoni d'inchiesta nati dalla vicenda Delbono patteggia una pena di 19 mesi di reclusione per peculato, truffa aggravata, intralcio alla giustizia e induzione a rilasciare false dichiarazioni.
L'11 novembre 2011 è stato sospeso per un giorno dall'Università di Bologna per danno d'immagine (decisione assunta dal collegio di disciplina del Consiglio universitario nazionale) a seguito della condanna penale riportata; anche se la pena è simbolica, comporterà per Delbono l'impossibilità di assumere incarichi istituzionali in ateneo per cinque anni.
A marzo 2012 Delbono patteggia una pena di 1 mese e 10 giorni per il reato di abuso d'ufficio, in continuazione con la precedente pena del febbraio 2011, sempre relativamente al cosiddetto Cinzia-gate.

## Opere
- Economia del turismo (con Gianluca Fiorentini). Carrocci, 1987.
- Attività innovativa e mercati oligopolistici. Una prospettiva di organizzazione industriale. Bologna, Il Mulino, 1990.
- Appunti di analisi macroeconomica (con Vincenzo Denicolò). CLUEB, 1996.
- Microeconomia (con Stefano Zamagni). Bologna, Il Mulino, 1999.
- Povertà, di che cosa? Risorse, opportunità, capacità (con Diego Lanzi). Bologna, Il Mulino, 2007.
- La crisi. Di chi è la colpa? Editore: libreriauniversitaria.it, 2012.
- La piramide del potere. Diseguaglianza e crisi economiche, Compositori Ed., Bologna, 2013.